# Producers Releasing Corporation

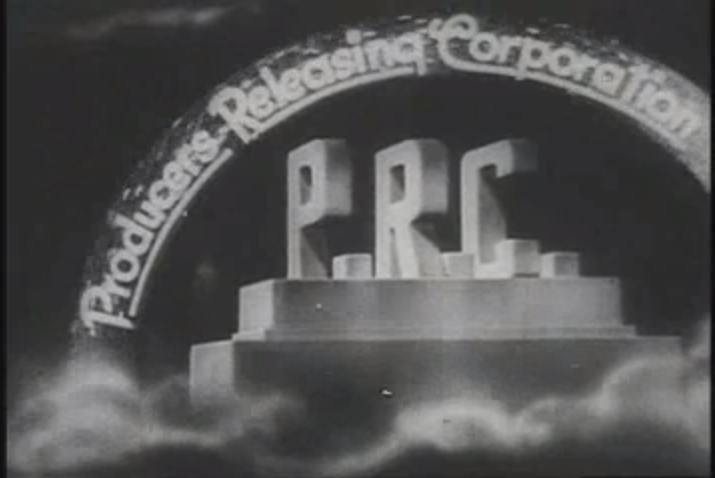
Logotipo da Producers Releasing Corporation, do filme Billy the Kid in Texas (1940).

Producers Releasing Corporation (PRC) foi um estúdio de cinema estadunidense fundado em 1939, sendo um dos menos prestigiados dos estúdios cinematográficos de Hollywood.

## História
A empresa evoluiu da anterior Producers Distributing Corporation, fundada em 1939 pelo expositor Ben Judell (nascido em 1890-1974), que contratou o produtor Sigmund Neufeld e seu irmão, o diretor Sam Newfield, para fazer os filmes do estúdio. Após o colapso do PDC, os irmãos estabeleceram a PRC. A maioria dos filmes feitos estavam dentro dos gêneros de outros estúdios da década de 1940, mas com um orçamento muito menor, e cada um geralmente levava uma semana ou menos para filmar. Eles incluíram westerns ou melodramas, além de uma série de filmes de terror. Em 1943, Robert R. Young, um magnata da ferrovia, adquiriu o estúdio.
PRC tinha muita poucas estrelas contratadas e tinha que se contentar principalmente com atores (Neil Hamilton, Eddie Dean, Lyle Talbot, Gladys George, Frank Albertson, Wallace Ford, Ralph Morgan), e atrizes que estavam numa carreira em declínio (Lee Tracy, Freddie Bartholomew, Patsy Kelly, Benny Fields) ou mesmo celebridades de outras áreas (a rainha burlesca Ann Corio, o caçador de animais Frank Buck e a cantora Frances Langford). No entanto, a empresa contratou Buster Crabbe após o término de seu contrato com a Paramount Pictures, e deu à ex-Miss America (de 1941) Rosemary LaPlanche o pepel principal em dois filmes de terror, Strangler of the Swamp e Devil Bat's Daughter, e usou o comediante El Brendel em duas comédias.
Durante a Segunda Guerra Mundial, a PRC fez vários filmes de guerra, como Corregidor, They Raid by Night, A Yank in Libya, e um par de filmes ambientados na China - Bombs Over Burma e Lady from Chungking, ambos estrelados por Anna May Wong.